# Glenolden
Glenolden est un borough situé à l'est du comté de Delaware, en Pennsylvanie, aux États-Unis,. En 2010, il comptait une population de 7 153 habitants. Il est incorporé le 15 novembre 1894.

## Démographie
Lors du recensement de 2010, le borough comptait une population de 7 153 habitants. Elle est estimée, en 2019, à 7 064 habitants.